# Fidji aux Jeux olympiques d'été de 2012
Les Fidji participent aux Jeux olympiques d'été de 2012 à Londres. Il s'agit de leur 13e participation aux Jeux olympiques d'été, auxquels le pays n'a toutefois jamais remporté de médaille.
À dater d'avril 2012, trois athlètes fidjiens s'étaient qualifiés pour les Jeux en atteignant les minima requis : Robert Elder en tir à l'arc, Leslie Copeland au lancer de javelot, et Glenn Kable en tir. En outre, le pays bénéficie de la mesure visant à permettre la participation de tout pays à certaines épreuves d'athlétisme et de natation ; sa délégation devait comprendre au moins une coureuse et deux nageurs même s'ils n'atteignaient pas les minima. La présence de trois athlètes qualifiés est une première pour les Fidji ; jusque lors, seule une personne s'était qualifiée au mérite pour représenter les Fidji à des Jeux olympiques : la sprinteuse Makelesi Bulikiobo, pour le 100 mètres dames aux Jeux de 2008.
Fin juin, le pays annonce qu'il aura « au moins » neuf athlètes aux Jeux, un record. Sa délégation comprend finalement neuf athlètes, dans six disciplines sportives : athlétisme, natation, tir à l'arc, tir, haltérophilie et judo. Le judoka Josateki Naulu est sélectionné come porte-drapeau, étant le Fidjien le mieux classé dans les classements internationaux (toutes disciplines confondues). Il est en effet 34e mondial dans sa catégorie (81 kg), et le judoka masculin le mieux classé en Océanie.
Les Fidjiens n'obtiennent aucune médaille à ces Jeux.

## Athlétisme
Leslie Copeland s'est qualifié le 17 août 2011 pour l'épreuve du lancer de javelot hommes, avec un lancer de 80,45 m (nouveau record national) lors des qualifications,.
Danielle Alakija prend part à l'épreuve du 400 mètres dames. Âgée de 16 ans, elle était, au moment des qualifications, la coureuse la plus rapide d'Océanie sur cette distance (en 55 s 0).
Dans les séries, Danielle Alakija termine dernière de sa course (6e), en 56 s 77. Leslie Copeland termine 6e (sur 22) dans le groupe A, avec un lancer de 80,19 mètres ; seuls les cinq premiers, toutefois, se qualifient.
Légende
- Note : le rang attribué pour les courses correspond au classement de l'athlète dans sa série uniquement.
- Q = Qualifié pour le tour suivant
- q = Qualifié au temps pour le tour suivant (pour les courses) ou qualifié sans avoir atteint le minimum requis (lors des concours)
- NR = Record national
- N/A = Tour non-disputé pour cette épreuve

Hommes
| Athlète         | Épreuve           | Qualification | Qualification | Finale       | Finale       |
| Athlète         | Épreuve           | Résultat      | Rang          | Résultat     | Rang         |
| --------------- | ----------------- | ------------- | ------------- | ------------ | ------------ |
| Leslie Copeland | Lancer du javelot | 80,19 m SB    | 13            | Pas qualifié | Pas qualifié |

Femmes
| Athlète          | Épreuve | Séries   | Séries | Demi-finales  | Demi-finales  | Finale        | Finale        |
| Athlète          | Épreuve | Résultat | Rang   | Résultat      | Rang          | Résultat      | Rang          |
| ---------------- | ------- | -------- | ------ | ------------- | ------------- | ------------- | ------------- |
| Danielle Alakija | 400 m   | 56 s 77  | 6      | Pas qualifiée | Pas qualifiée | Pas qualifiée | Pas qualifiée |

## Haltérophilie
Maria Liku prend part dans la catégorie des 63 kg dames. Manueli Tulo prend part dans la catégorie des 56 kg hommes.
Manueli Tulo soulève 105 kg à l'arraché et 128 kg à l'épaulé-jeté, pour un total de 233 kg qui le classe 13e (sur 18). Maria Liku soulève 82 kg à l'arraché et 100 kg à l'épaulé-jeté, pour un total de 182 kg qui la classe 8e (sur 10).
| Athlète      | Compétition   | Arraché  | Arraché | Épaulé-jeté | Épaulé-jeté | Total  | Rang |
| Athlète      | Compétition   | Résultat | Rang    | Résultat    | Rang        | Total  | Rang |
| ------------ | ------------- | -------- | ------- | ----------- | ----------- | ------ | ---- |
| Manueli Tulo | -56 kg hommes | 105 kg   | 17      | 128 kg      | 13          | 233 kg | 13   |
| Maria Liku   | -63 kg femmes | 82 kg    | 8       | 100 kg      | 8           | 182 kg | 8    |

## Judo
Josateki Naulu prend part à l'épreuve des moins de 81 kg hommes. Il perd son premier match, face à Srđan Mrvaljević. Le Fidjien mène jusqu'à la 4e minute, ayant accumulé trois points de pénalité en sa faveur, puis subit un yuko (soto-makikomi) suivi de deux pénalités.
| Athlète        | Compétition           | 1/32 de finale      | 1/16 de finale            | 1/8 de finale       | Quarts de finale    | Demi-finales        | Repêchage 1         | Repêchage 2         | Finale              | Finale       |
| Athlète        | Compétition           | Adversaire Résultat | Adversaire Résultat       | Adversaire Résultat | Adversaire Résultat | Adversaire Résultat | Adversaire Résultat | Adversaire Résultat | Adversaire Résultat | Rang         |
| -------------- | --------------------- | ------------------- | ------------------------- | ------------------- | ------------------- | ------------------- | ------------------- | ------------------- | ------------------- | ------------ |
| Josateki Naulu | Moins de 81 kg hommes | exempt              | Mrvaljević Perd 0003–0111 | Pas qualifié        | Pas qualifié        | Pas qualifié        | Pas qualifié        | Pas qualifié        | Pas qualifié        | Pas qualifié |

## Natation
Matelita Buadromo prend part à l'épreuve du 100 mètres brasse dames. Paul Elaisa prend part à l'épreuve du 100 mètres nage libre hommes.
Les deux nageurs sont éliminés lors des séries : Paul Elaisa en 54 s 87, et Matelita Buadromo en 1 min 16 s 33.
Hommes
| Athlète     | Compétition      | Séries  | Séries | Demi-finales | Demi-finales | Finale       | Finale       |
| Athlète     | Compétition      | Temps   | Rang   | Temps        | Rang         | Temps        | Rang         |
| ----------- | ---------------- | ------- | ------ | ------------ | ------------ | ------------ | ------------ |
| Paul Elaisa | 100 m nage libre | 54 s 87 | 47     | Pas qualifié | Pas qualifié | Pas qualifié | Pas qualifié |

Femmes
| Athlète           | Compétition  | Séries        | Séries | Demi-finales  | Demi-finales  | Finale        | Finale        |
| Athlète           | Compétition  | Temps         | Rang   | Temps         | Rang          | Temps         | Rang          |
| ----------------- | ------------ | ------------- | ------ | ------------- | ------------- | ------------- | ------------- |
| Matelita Buadromo | 100 m brasse | 1 min 16 s 33 | 43     | Pas qualifiée | Pas qualifiée | Pas qualifiée | Pas qualifiée |

## Tir
Glenn Kable s'est qualifié en novembre 2011 pour l'épreuve de tir aux plateaux hommes. Son entraîneur est un ancien médaillé d'argent olympique américain, Josh Lakatos.
Kable totalise 117 points lors des cinq tours de qualification à Londres, terminant 23e (sur 34) et ne se qualifiant pas pour la finale.
| Athlète     | Compétition | Qualification | Qualification | Finale       | Finale       |
| Athlète     | Compétition | Points        | Rang          | Points       | Rang         |
| ----------- | ----------- | ------------- | ------------- | ------------ | ------------ |
| Glenn Kable | Trap hommes | 117           | 23            | Pas qualifié | Pas qualifié |

## Tir à l'arc
Robert Elder s'est qualifié le 2 janvier pour l'épreuve individuelle hommes, lors des qualifications régionales. Lors du tour préliminaire, il termine avant-dernier (63e) avec 615 points, et se retrouve ainsi face au second Kim Bubmin pour le premier tour. Il remporte néanmoins deux sets, mais est finalement battu 4-6.
| Athlète      | Compétition       | Tour préliminaire | Tour préliminaire | 1er tour         | 2e tour          | 3e tour          | Quarts de finale | Demi-finales     | Finale           | Finale       |
| Athlète      | Compétition       | Score             | Rang              | Adversaire Score | Adversaire Score | Adversaire Score | Adversaire Score | Adversaire Score | Adversaire Score | Rang         |
| ------------ | ----------------- | ----------------- | ----------------- | ---------------- | ---------------- | ---------------- | ---------------- | ---------------- | ---------------- | ------------ |
| Robert Elder | Individuel hommes | 615               | 63                | Kim B-M Perd 4–6 | Pas qualifié     | Pas qualifié     | Pas qualifié     | Pas qualifié     | Pas qualifié     | Pas qualifié |